# البصة

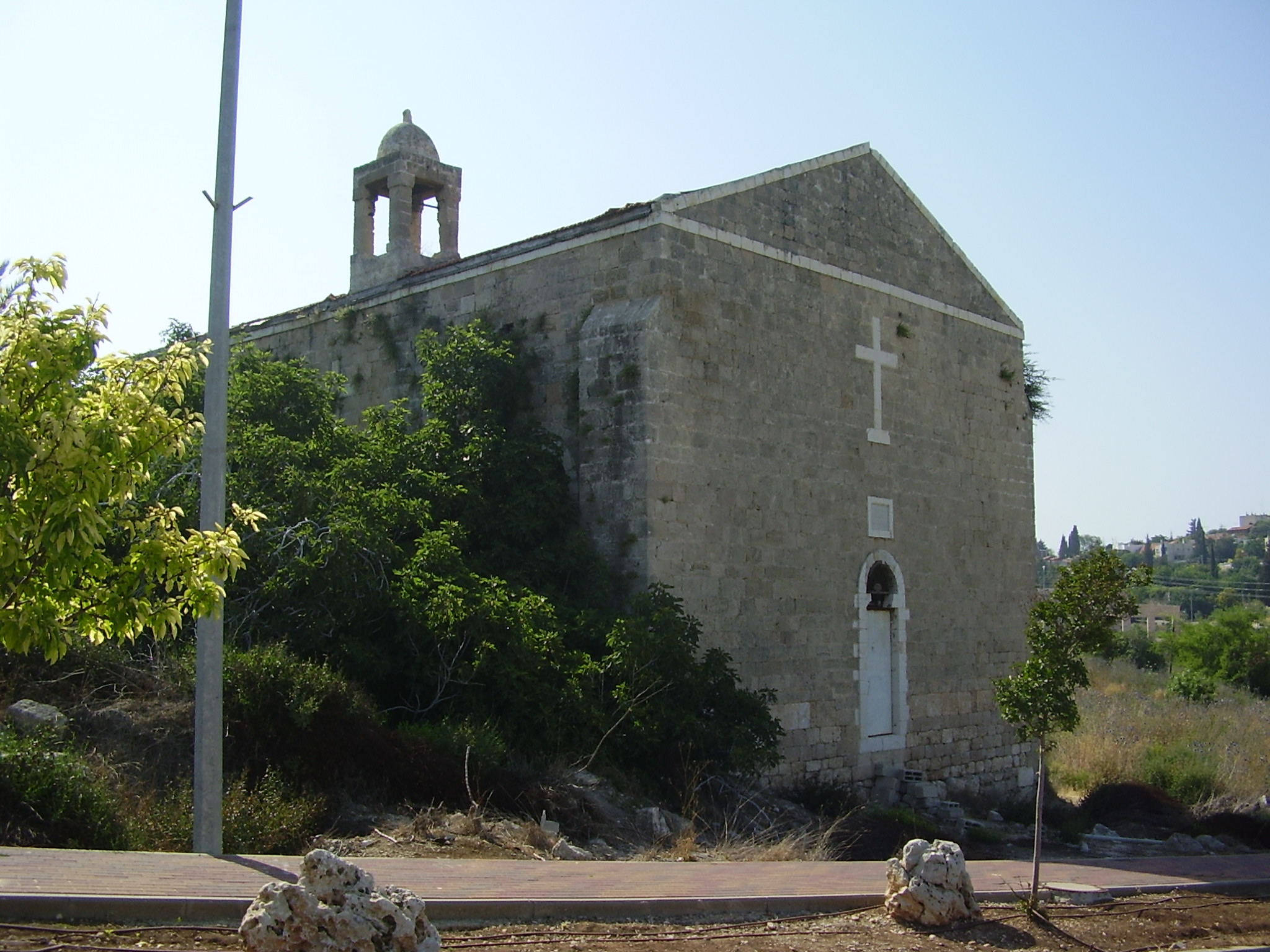
أطلال كنيسة كاثوليكية في قرية البصة الفلسطينية المدمرة

البصة هي قرية فلسطينية مهجرة، تعرف في العبرية باسم «بتست» (בצת)، كانت تابعة لقضاء عكا أثناء الانتداب البريطاني على فلسطين، وتقع قرب الحدود اللبنانية، على بعد 19 كيلومتراً (12 ميلاً) شمال مدينة عكا، على ارتفاع 65 متراً من سطح البحر. كانت القرية تقع على سفوح تل صخري إلى الشمال من وادي البصة وتواجه الغرب أي نحو ساحل البحر الأبيض المتوسط. وكانت طريق فرعية تربطها بالطريق العام الساحلي بين عكا وبيروت ولعلّ اسمها مشتق من اللفظة الكنعانية (بصاة)، وتعني المستنقع، وكان اسمها بيزيث في الفترة الرومانية وأشار إليها عماد الدين الاصفهاني (توفي سنة 1201) وهو مؤرخ كان مقربا من السلطان صلاح الدين الأيوبي في كتاباته باسم عين البصة. قرية تابعة لناحية تبنين (لواء صفد)، وعدد من الغلال كالقمح والشعير والزيتون والقطن والفاكهة، بالإضافة إلى عناصر أخرى من الإنتاج والمستغلات كالماعز وخلايا النحل والمراعي وكانت البصة تقع في منطقة مدار نزاع ما بين ظاهر العمر الذي أصبح الحاكم الفعلي لشمال فلسطين لزمن قصير في النصف الثاني من القرن الثامن عشر وبين زعماء جبل عامل. أما خليفة ظاهر العمر، احمد باشا الجزار فقد جعل البصة الناحية. في أواخر السبعينات من القرن التاسع عشر، كانت البصة مبنية بالحجارة ويسكنها 1050 نسمة تقريبا وكانت تقع على طرف سهل وتحيط بها بساتين الزيتون والرمان والتين والتفاح.
توسعت البصة خلال الانتداب البريطاني لتشمل تلة مجاورة كانت تعرف بالجبيل وبحلول سنة 1948، كان عدد منازل البصة يفوق 700 منزل وكان كل منزل من المنازل القديمة يشتمل في العادة على غرفة واحدة واسعة، وذات سقف عال. وكان لكل منزل حوش كبير ينشر الغسيل فيه، ويحفظ الحيوانات فيه أيضا. كما كان الحوش يشمل غرفا لحفظ الحبوب وعلف الحيوانات، وبئرا تجمع مياه الأمطار فيها. وكانت البئر تكفي أصحاب المنزل حاجتهم من المياه وكانت تلك المنازل القديمة مبنية بالحجارة ومتقاربة بعضها من بعض، تفصل بينها شوارع وأزقة مرصوفة حجارة. أما المنازل الجديدة التي بنيت بعد الحرب العالمية الأولى، فغالبا كانت مكونة من طبقتين. أما الحوش في هذه المنازل الجديدة فكان في الغالب يشتمل على حدائق منزلية فيها أنواع من أشجار الفاكهة والخضروات.
أما سكان هذه القرية وسكان خربة معصوب المجاورة فقد ضمنوا معا في إحصاءات السكان لفترة 1944\ 1945، كان عددهم آنئذ 1590 مسيحيا و1360 مسلما في سنة 1948 كان عدد السكان يقدر بنحو 4000 نسمة لكن من دون تحديد للانتماء الديني. وكانت هذه الزيادة في عدد السكان تعزى إلى فيض من المهاجرين من مناطق أخرى (وجدوا لأنفسهم أعمالا في القواعد العسكرية البريطانية القريبة)، وإلى انخفاض نسبة الهجرة من القرية.
كانت البصة ثانية كبرى القرى في المنطقة من حيث عدد السكان. وقد أنشئ مجلس فيها سنة 1922، بلغ دخله 121 جنيها فلسطينيا سنة 1929، 1407 جنيهات سنة 1944 أما نفقاته فبلغت نحو نصف دخله السنوي في كلتا السنتين. بعيد سنة 1946 بدأت ميزانية المجلس تعاني عجزا بسبب إنشاء شبكة من قنوات المياه التي مدت منازل القرية بمياه الشرب (وقبل إنشاء هذه الشكبة كان يحصل كل منزل على مياه الشرب من آبار تتجمع مياه الأمطار فيها خلال الشتاء ومن نبع داخل محيط القرية ومن بئر ارتوازية حفرت في الأربعينات على بعد نحو 1,5 كم غربي القرية). كما ساعد المجلس القرويين في الشؤون الزراعية كاستئجار النواطير للحقول (وكان الفلاحون يدفعون رواتبهم) وإرشاد سكان القرية في شؤون الزراعة وتوقيت مواسم الحصاد لشتى المزروعات.
وكان في القرية مدرسة ابتدائية رسمية للبنين شيدتها الدولة العثمانية في سنة 1882 ومدرسة ثانوية خاصة ومدرسة ابتدائية رسمية للبنات. وانشأ سكان القرية أنفسهم ناديين رياضيين ومسجدين وكنيستين وأضرحة ومقامات عدة بعضها للمسلمين وبعضها للمسيحيين وكان مقامان منها مقدسين لدى الطائفتين معا وكان العمال في البصة أسسوا فرعًا محليًا لاتحاد العمال الوطني الفلسطيني. وكان هذا الاتحاد يدافع عن مصالح العمال، وقد أسس متاجر تعاونية في القرية. وكان في البصة ما يزيد على عشرين متجرًا تلبي حاجات القرى الأخرى أيضا كما كان فيها حسبة (سوق مفتوحة للمنتوجات بالجملة والمفرق) قائمة وسط القرية. وكانت (الحسبة) تقام أيام الأحد. وكان سكان القرية يعملون أيضا في مهن أخرى كالحرف وصناعة الصابون فضلا عن العمل في القواعد العسكرية البريطانية.
في أثناء فترة الانتداب كان بعض سكان القرية يعنى بتربية الحيوانات بما فيها البقر. كانت عشر عائلات على الأقل تعتاش من قطعان الماعز والضأن وكانت المزروعات في القرية تسقى من قنوات الري ومياه الأمطار. وكان الري محصورا في العادة بأشجار الفاكهة والخضروات التي كان معظمها مزروعا على بعد نحو 2 كم غربي القرية، في منطقة كانت فيها أيضا منتزهات ومقاه. في أوائل الأربعينات كان في القرية تعاونية للفلاحين تملك الأدوات الزراعية وشاحنة وآلة للحصاد. ومع إن المزروعات الأساسية كانت القمح وغيره من الحبوب فقد كانت الأرض تزرع أيضا خضروات وفاكهة وحبوب المكسرات. في 1944\ 1945 كان ما مجموعه 614 دونما من أراضي البصة وخربة معصوب مخصصا للحمضيات والموز و 10437 دونما للحبوب و 4699 دونما مرويا أو مستخدما للبساتين.
وقد عثر على أثريات داخل القرية وخارجها. وكان في داخلها بقايا قرية قديمة وأجزاء أرضيات من الفسيفساء وبعض الآبار والقبور المنحوتة في الصخر. كما كشفت دائرة الآثار الفلسطينية سنة 1932 مقبرة مسيحية عثر فيها على نقود وزجاجيات تعود إلى القرن الرابع للميلاد وعلاوة على ذلك كان إلى جوار القرية ما يفوق 18 خربة.

## في التاريخ
تنازع كل من ظاهر العمر (والي عكا) وناصيف النصار (شيخ مشايخ جبل عامل) على ملكية بعض القرى بين عكا وجبل عامل لوسعة ولكثرة المزارع والخرائب المحيطة بها وجرت معركة بينهما بسبب ذلك وكانت البصة من ضمن ما تنازعا عليه، لذلك ألحقها العديد من المؤرخين بقرى جبل عامل.

## مذبحة 1938
تعرضت القرية سنة 1938 (خلال ثورة 1936 ـ 1939) لمذبحة ارتكبتها القوات البريطانية، ففي 6 سبتمبر 1938 قتل 4 من الجنود البريطانيين لدى مرور عربتهم المدرعة على لغم أرضي قرب القرية، فقامت القوات البريطانية بالانتقام بحرق القرية بأكملها، وبعد عدة أيام اعتقلت القوات البريطانية 50 عربياً من أبناء القرية، وأطلقت النار على من حاول الفرار منهم، ووفقاً لشهادة بريطانية وضع الباقون في حافلة أجبرت على السير فوق لغم أرضي زرعه الجنود البريطانيون، مما أدى إلى تدمير الحافلة ومصرع العديد من ركابه، وكانت الحصيلة حوالي 20 ضحية.

## إحتلال القرية وتطهيرها عرقيًا
استنادا إلى مصدرين إسرائيليين وإلى تقرير لوكالة يونايتد برس، فان احتلال البصة كان تم في 14 أيار \ مايو 1948 خلال عملية بن عمي. غير أن المؤرخ الفلسطيني عارف العارف يؤرخ سقوطها قبل ذلك بثلاثة أيام، أي في 11\ مايو. وورد في كتاب «تاريخ الهاغاناه» أن القوات الصهيونية نزلت عند هذه القرية الساحلية بالقوارب في عملية تعد أول إنزال بحري لها، ويضيف الكتاب إن سكان القرية «قد فروا لدى ظهور القوات اليهودية». غير إن شهود عيان قابلهم المؤرخ الفلسطيني نافذ نزال لاحقا رووا الأحداث بصورة مختلفة. فقد قال هؤلاء إن الكثيرين من النساء والأطفال كانوا رحلوا بالفعل لا خوفا من القتال غير إن بعضهم ظل في مكانه. ويوم الهجوم، أخذ مقاتلو القرية بغتة فتراجعوا نحو الشمال. ويستذكر سكان القرية إن قوات الاحتلال أمرت جميع من تبقى ومعظمهم من الشيوخ بالتجمع في كنيسة القرية وهناك اخذوا بعض الشبان (ومن جملتهم امرأة واحدة على الأقل)، وأعدموهم رميا بالرصاص خارج الكنيسة، وأمروا الباقين بان يدفنوهم. ولا يذكر المؤرخ الإسرائيلي بين موريس هذه الحادثة، إنما يقول إن معظم سكان القرية كان رحل عنها من قبل، وان معظم الباقين قد «فر خلال الهجوم»، ويضيف أن بعضهم «أمر، أو نصح بالتوجه شمالا إلى لبنان»، وان 100 آخرين تقريبا من سكانها المتبقين (ومعظمهم من المسنين والمسيحيين) نقلوا إلى قرية المرزعة مع غيرهم من القرويين المهجرين من الجليل. واستنادا إلى نزال قتل بعض سكان القرية لاحقا حين حاولوا العودة إلى القرية لاستعادة ما تبقى من ممتلكاتهم.

## المستعمرات الصهيونية على اراضي القرية
انشأ الإسرائيليون مستعمرة بيتست سنة 1949 في موقع القرية واسكنوا فيها مهاجرين يهودا من رومانيا ويوغسلافيا. وفي السنة ذاته أسس أفراد من لواء يفتاح، هذه المستعمرة. وفي السنة ذاتها أسس أفراد من لواء يفتاح التابع للبلماح، مستعمرة كفار روش هنكرا على أراضي القرية. وفي سنة 1949 أيضا أنشئت مستعمرة ليمان في البدء قاعدة عسكرية تدعى تساهال، ثم دعيت لمان بعد أن زارها عضو مجلس الشيوخ الاميركي هربرت ليمان في سنة 1959. وأنشئت شلومي وهي إحدى مدن التطوير في سنة 1950 على أراضي القرية إلى الجنوب قليلا من موقعها الأصلي. ويبلغ عدد سكانها الآن 2200 تقريبا. أما مستعمرة متسوفا، التي أسست في سنة 1940، فقد توسعت ويقع بعض أبنيتها الآن على أراضي القرية.

## السكان اليوم
لجأ غالبية من نجا من أهالي البصة إلى مخيم المية مية، مخيم الرشيدية ومناطق لبنان؛ فيما تشتت بعضهم داخل الخط الأخضر في المزرعة وكفرياسيف ومعليا والجليل.

## القرية اليوم
لم يبق من القرية اليوم إلا اثنان من أبنيتها الكبرى، هما كنيسة الروم الكاثوليك ومزار إسلامي: الكنيسة وهي مبنية بالحجارة غنية بالمعالم المعمارية بما في ذلك نافذة عالية تعلوها قنطرة دائرية الشكل وإلى جانبها نافذتان اصغر منها تعلوها قنطرتان. أما المنطقة التي تتضمن منبر الوعظ وهي في أحد أجزاء البناء فلها شكل نصف دائري ولها أيضا نوافذ عالية ذات قناطر أما برج الجرس فيرتفع عن سقف متدرج مغطى بالقرميد وهذه الكنيسة متداعية الآن من أحد جوانبها كما إن حيطانها مشققة.